# Lalmonirhat
Lalmonirhat (Bengaals: লালমনিরহাট জেলা) is een district in de Rangpur divisie in noord Bangladesh. Het district grenst in het noorden aan India.

## Etymologie
De achtergrond van de naam van het district is onduidelijk, volgens sommigen komt de naam van een vrouw genaamd Lalmoni die in de negentiende eeuw een het land verkocht aan de Bengaalse spoorwegen. Ondertussen zijn er anderen die beweren dat het distridt is genoemd naar een andere vrouw die ook de naam Lalmoni draagt en in 1783 samen met ene Nuruldin tegen de Britse bezetters.